# チェルソージモ
チェルソージモ（イタリア語: Cersosimo）は、イタリア共和国バジリカータ州ポテンツァ県にある、人口約600人の基礎自治体（コムーネ）。

## 地理

### 位置・広がり

#### 隣接コムーネ
隣接するコムーネは以下の通り。括弧内のCSはコゼンツァ県、MTはマテーラ県所属を示す。
- アレッサンドリア・デル・カッレット (CS)
- カストロレージョ (CS)
- ノエーポリ
- オリオーロ (CS)
- サン・ジョルジョ・ルカーノ (MT)
- サン・パオロ・アルバネーゼ